# Colpa
Colpa is een geslacht van vliesvleugelige insecten van de familie Scoliidae.

## Soorten
- C. klugii (Vander Linden, 1827)
- C. quinquecincta (Fabricius, 1793)
- C. sexmaculata (Fabricius, 1781)